# Alberto González (humorista)
Alberto González (La Habana, Cuba, 17 de septiembre de 1928 – Miami, Estados Unidos, 23 de septiembre de 2012) fue un humorista e iconoclasta; reconocido por su mordaz sátira política y comedias populares, fue un escritor, periodista y libretista prolífico durante una carrera que abarcó seis décadas en la farándula.
Nació en Guanabacoa, Cuba en 1928 y lo sobreviven en esta fecha 4 hijos y 2 hijas, nietos y bisnietos. Falleció el 23 de septiembre de 2012, a la edad de 84 años en Miami, Florida.

## Trayectoria
Alberto González abarcó seis décadas de escritor comenzando exitosamente su carrera como humorista de comedias radiales en 
Cuba en 1952, donde fue pionero de producciones para la televisión cubana hasta 1959; tuvo éxito inesperado con sus libretos re-dedicados a la radio colombiana en principios de los años década de 1960; continuó su carrera como un humorista sobre diversos producciones de entretenimiento durante diecisiete años en Puerto Rico a partir de los mediados de los años década de 1960, incluyendo televisión y cinematografía; fue reconocido por su obra original con varios años de gran acogida en teatros llenos donde estrenaba comedias de sátira política y social de Miami durante la década de la década de 1980; después, comenzó varios negocios y periódicos ambiciosamente que no dieron buenos resultados, y otros, incluyendo controversial de radio sátira política espectáculos en 1990 que fue un gran éxito popular. A los 81 años de edad escribió su comedia final y shows sátira en el año 2009 por unos nuevos de audiencia gracias a transmisiones de Radio Marti a Cuba. 
Sin embargo, su obra no fue publicada como tal y, por lo tanto, es posible que no haya recibido todo el crédito merecido por la gran popularidad de sus programas y obras en vivo, un hecho que él tenía muy en cuenta acerca de ser invisible como escritor de radio y la televisión del escritor: "Los escritores no son quienes están en frente de su público”.

### Cuba
Alberto González escribió su primer guion cómico titulado "Madera de Comerciante" con Adolfo Otero y Mario Galí para el programa de radio de Teatro Del Pueblo en RHC-Cadena Azul en La Habana el 1 de septiembre de 1949 en la edad de 21 años.
La legendaria estación de radio cubana, CMQ, lo contrató para ser uno de los escritores de la sátira social de la época creada por Antonio Castells llamada Chicharito y Sopeira , con el dúo hilarante de Alberto Garrido maquillado en negro (previamente creado en escena por Enrique Arredondo) para interpretar el clásico Negrito y Federico Piñeiro como un inmigrante de origen gallego, cuyos equipos favoritos de béisbol eran rivales acérrimos y los mantenía a ellos enrededados en múltiples situaciones cómicas que los convirtieron en Cuba en "los Ases de la risa". Según el libro de 1982 de Rine Leal sobre la historia del Teatro Cubano, este estilo de comedias cubanas derivan gran parte de sus situaciones animadas de un género de teatral musical cubano conocido como Teatro Bufo, donde por lo general participan tres personajes principales: el personaje negro, el español y el de una mulata que van creando un marco de situaciones desde alegres hasta vulgares y que lograron a su vez engendrar un lenguaje picaresco característico de la cultura y la música cubana, empezando con la Guaracha.
También fue uno de los escritores en el programa radial titulado "La Tremenda Corte" creado en 1942 por el cofundador de la revista Zig-Zag, Cástor Vispo, con el amado personaje de José Candelario Tres Patines de Leopoldo Fernández, con Aníbal de Mar como el Tremendo Juez y Mimí Cal en el personaje de Luz María Nananina. Después creó y escribió el programa radial, posteriormente pionero en la televisión cubana, titulado “La Taberna de Pedro”, donde nace el famoso personaje cómico de Salmoyedo, y “Frente a la Calle” que se transmitió en Cuba durante la década de los años 1950. El nuevo medio de la televisión permitió que su comicidad y sátira social recibiera gran popularidad con el público cubano. 
Después de 1959, trabajó en el periódico El Diario de la Marina donde quería desafiar abiertamente al golpe militar de Fidel Castro, acto por el cual fue censurado y encarcelado. Al cabo de un año difícil en la cárcel, tuvo gran suerte en salir de la isla en 1961 con dos de sus hijos, gracias a que su segunda esposa, Consuelo Luque, tenía ciudadanía británica.

### Colombia
Inesperadamente, los guiones del programa radial cubano de "La Taberna de Pedro" encontraron un nuevo público al convertirse en el programa número uno de éxito radial titulado “El Café de Montecristo”, a través de Radio Caracol en Bogotá, Colombia con el talentoso comediante Guillermo Zuluaga interpretando a "Montecristo". Este fue el primer programa exitoso que González creó después de salir de Cuba en 1961. Como humorista, ayudó a popularizar personajes típicos folklóricos colombianos con el gran realismo de su obra costumbrista, que ya había perfeccionado en la radio y la televisión cubana. 
Sin saberlo previamente González, CMQ había vendido los guiones de la Taberna de Pedro a Radio Caracol. La coincidencia de que sus guiones ya eran bien recibidos en el país donde recibe asilo político puede describirse como una gran suerte. Gracias a este éxito logró traer a sus padres y hermana de Cuba.

### Puerto Rico
Después del terremoto de 1961 y el nacimiento de su tercer hijo en Colombia, González logra recibir residencia americana trasladándose a Miami a fin de 1962 donde nace su segunda hija. Pero, sin grandes medios de comunicación en español, González anhelaba un retorno a sus raíces caribeñas en Puerto Rico.
Transformando una vez más el formato de "La Taberna de Pedro" para la televisión puertorriqueña, crea “La Taberna India” auspiciado por la Cerveza India en San Juan con el comediante Adalberto Rodríguez, conocido por su caracterización entrañable de un jíbaro (habitantes del campo) llamado "Machuchal" en lo que constituye una de las primeras producciones locales de la televisión puertorriqueña.
Su habilidad como humorista lo convirtió en uno de los pioneros en la “época de oro” de la televisión puertorriqueña proveyendo entretenimiento y risas sin cesar para su audiencia y años de trabajo exitoso con grandes compañeros, actores, productores y directores. Adaptando los personajes y el costumbrismo del Teatro Bufo, creó varios personajes que lograron gran popularidad en toda la isla tanto en "La Taberna India" televisado por el Canal de WAPA-TV 4 con Paquito Cordero en maquillaje negro interpretando al Negrito "Reguerete", Adalberto Rodríguez "Tiburcio Pérez" Alcalde de Machuchal y un elenco estelar incluyendo a Elín Ortíz como "Reliquia", Luis Vigoreaux como "Meneito", Ramón Rivero "Diplo", Efraín Berríos "Pan doblao", Ofelia Dacosta, Amparo Ribelles, Maribella García y otros.
Como segundo acto, crea un programa de sátira política en vivo para comentar sobre la actualidad con gran comicidad titulado "Se alquilan habitaciones". Para esto contrasta la grave seriedad de la protagonista "Marunga", interpretado por Gilda Galán, y amiga despreocupada de "side-kick" interpretado por Delia Esther Quiñones. El programa incluye a grandes comediantes en varios personajes como "Findingo Lenguamuerta" de Rene Rubiella.
En 1968, aunque el programa “Se Alquilan Habitaciones” era el pionero de la sátira política televisada y había logrando gran popularidad en el Canal 4 de WAPA-TV, González renunció en protesta cuando el director de Programación intentó censurar el contenido controversial del mismo, según reportado por Margarita Babb en uno de los principales periódicos en español de Puerto Rico en el momento, El Mundo.
Su esposa Consuelo le ayudó a gestionar y desarrollar su primera agencia de producción de televisión llamada Raditel en 1968, cuando nace su hijo menor, y crearon varias empresas artísticas, culturales y filantrópicas, como un concurso de improvisación folclórica de trovadores, un concurso de belleza y retiros de fin de semana para los niños pobres en El Conquistador Resort.
El programa se convirtió en un éxito televisivo para el canal de televisión 11 del empresario radial Rafael Pérez Perry. El elenco incluía veteranos actores puertorriqueños como Víctor Arrillaga, quien lograba hacer una imitación magistral del amado prócer político Luis Muñiz Marín, al igual que talentos cubanos como René Rubiella logrando diversos personajes como el del afeminado "Avelino plumón, entre otros. El programa impartía su sátira política igualmente a cualquiera de los dos principales partidos políticos que estuviera en el poder con su popular segmento del "Hit Parade", donde desfilaban los personajes del momento imitados humorísticamente por el elenco que interpretaba los temas musicales más populares con hábil despliegue de ironía y sátira para deleite del público pero la soberbia de los burlados o criticados durante el acto de entretenimiento.
González no concebía que en un país libre existiera la censura y trató por todos los medios de mantener libertad de expresión ante todo. Esta postura ideológicamente pura le llevó a incesantes pugnas con las estaciones de medios de televisión o con los políticos en poder. Por ejemplo, en 1972, un artículo Jack Curtiss en el San Juan Star describe el equipo de la sátira política de González y Galán como frecuentemente censurado y pasándose de un canal de televisión a otro, incluyendo una versión en el idioma inglés en el Canal 18 titulado Marunga Times.
Las producciones y libretos de González dieron oportunidades a nuevos talentos en el medio de la televisión en Puerto Rico, como el director Mario Pabón, los actores Fernando Hidalgo, Juan Manuel Lebrón, Pepe Yedra y dar nueva vida a comediantes de la vieja guardia como Normita Suárez, Tito Hernández y Luis Etchegoyen, interpretando "Mamacusa Alambrito". En el 1968, el guion de González se convierte en la película satírica puertorriqueña “El Derecho de Comer” con "Findingo Lenguamuerta" y la popular cantante Lissette Álvarez. La trama hace burla del drama radial cubano convertido en exitosa telenovela mexicana titulada “ El Derecho de Nacer”. 
Durante este período de diecisiete años desde 1963 a 1980 en Puerto Rico, González logra su mayor éxito comercial y creativo abarcando televisión, cine y producciones teatrales. El dominio de González para utilizar el folklore y la cultura popular le facilita la creación de una gran diversidad de entretenimiento, cuando aparte de sus programa de sátira política pone en escenario una versión satírica de "Fiddler on the Roof", titulado "El Pianista en el Tejado", o cuando crea la telenovela "La Colina de los Siete Vientos" o el popular concurso de belleza "La Reina de los Pueblos" o cuando logra llevar al el programa de variedades "El Batey de la Alegría" al horario principal del mediodía en el canal 7 con grandes talentos folclóricos como el músico Maso Rivera en el instrumento musical tradicional de Puerto Rico, el cuatro, en un concurso de improvisación de música campesina conocido como décimas, que no había sido considerado suficientemente "comercial" por la mayoría de los ejecutivos de televisión en esa época o desde entonces.
Por un breve tiempo, a fin de los años 70, González regresó al periodismo cuando abrió y editó el periódico "El Imparcial" en el Viejo San Juan, Puerto Rico, sin lograr éxito comercial duradero pero con su característica pasión política.

### Miami
A principios de la década de 1980, González se mudó a Miami con la esperanza de hacer cine con su empresa "Moon Seventy Pictures". En cambio, se encontró una mejor oportunidad de producir obras teatrales de sátira política muy populares por varios años con el comediante Armando Roblán quien interpretó un personaje satírico de Fidel Castro luciendo cada vez más frustrado y a punto de perder el poder, como en "No hay mal que dure cien años, ni pueblo que lo resista" o en "El partido se partió" donde González predijo que el hermano de Castro, Raúl, tomaría el mando en Cuba, aunque postulando burlonamente en la obra que escondía un amante homosexual africano.
Posteriormente y después de años de trabajo juntos, Roblan crea su propia compañía y presenta la obra “En los 90, Fidel revienta” interpretando su celebrado personaje y utilizando con gran éxito el costumbrismo y sátira de González. A su vez, González aprovecha la actualidad en Miami para escribir y producir la comedia teatral costumbrista “A Vicente le llegó un pariente” donde convierte el éxodo por el Puerto del Mariel durante la presidencia de Jimmy Carter a gran efecto humorístico en el escenario, mostrando muchos de los prejuicios y actitudes hacia el nuevo grupo de exiliados cubanos en Miami. Esta exitosa obra corrió martes a domingo en "Teatro América" (más tarde llamado "Teatro Bellas Artes") rompiendo todos los récords taquilleros en Miami, y también en Tampa, Union City y Puerto Rico.
González contrató el famoso director teatral cubano Ramón Antonio Crusellas, a la cantante Irene Farach y la gran actriz cubana, María Munnet, para montar a su única obra musical que él escribió como homenaje a la diva cubana Rita Montaner, dándole una gran oportunidad artística a su hija, la actriz Maribel González, para hacer su debut escénico e iniciar una carrera en la televisión, el cine y el teatro, donde es conocida como "la enemiga de la tristeza". González también se asoció con grandes artistas veteranos como Normita Suárez, Luis Etchegoyen, Tito Hernández, Manolo Coego y nuevos talentos como Luis Rivas Jr., Eddie Calderón, Gilberto Reyes, entre otros.
En 1982, González intentó nuevamente establecer un periódico diario El Mundo que casi lo llevó a la bancarrota, pero continuó a través de los años haciendo varios periódicos semanales de corta duración sin éxito comercial. González no regresó al escenario o prensa escrita posteriormente, pero según el reportaje de la periodista Norma Niurca de El Nuevo Herald en 1984, González inició un nuevo programa de radio titulado "La Silla Caliente" basado en su obra anterior en Puerto Rico y su programa inicial en la radio en Miami en 1981.
1989 González creó otro gran éxito de sátira política con su programa de radio llamado “La mogolla”, pero su aptitud, para “sonarle una trompetilla” a los políticos y figuras públicas de Miami lo llevó a constantes controversias y las nuevas censura comerciales, siguiendo su patrón polémico de más de dos décadas. 
El 29 de julio de 1992, artículo de El Nuevo Herald periodista Joel Gutiérrez somete que González acusó públicamente a la Fundación Cubano Americana de un bloqueo comercial y de sabotear su anunciantes. Aun así, González se opuso radicalmente a la propuesta de la Alcaldía de la Ciudad de Miami para cambiar el nombre del sector de la Pequeña Habana por “Latin Quarter” mediante una campaña negativa en su programa radial, sumando más enemigos poderosos con intereses creados. Por lo tanto, sus espectáculos eran frecuentemente censurados y reiniciados en las distintas estaciones de radio de Miami durante varios años en la década de 1990. Este punto es notable puesto que la libertad de opinión constitucional en los Estados Unidos puede ser un derecho de todos sus ciudadanos y residentes, pero ejercitarlo puede tener consecuencias muy negativas, algo que González luchó para cambiar durante toda su carrera.
A pesar de sus fracasos en varias empresas, no había duda de que la verdadera destreza con la que podía contar y su verdadera vocación sería su obra como escritor. Siendo un veterano en la redacción de discursos políticos, González ayudó a muchos políticos locales que apreciaban su habilidad y experiencia. González se podía ver a menudo conversando de política y actualidad con sus contemporáneos en el Restaurante Versailles hasta 2011. El conocido empresario y amigo Felipe Valls fue un gran colaborador a toda su obra y empeño y un gran amigo en Miami.
En sus últimos años como escritor, González encontró un lugar adecuado en Radio Martí, donde el Gobierno de los EE. UU. auspició la producción de su última sátira política controversial llamada “La República de la ciguatera”, así como otros libretos cómicos, que fueron transmitidos por primera vez en 50 años de vuelta en Cuba. 
Su obra pudo cerrar un círculo al volver a escribir para una audiencia en Cuba, aunque González nunca pudo volver a su tierra natal. Muy pocos escritores se convierten en buenos humoristas que abordan la sátira y la cultura en general y se involucran en el marco empresarial. Por ejemplo, comparativamente con escritores en los Estados Unidos, los personajes humorísticos y conmovedores que González creó y su carrera en la televisión pueden verse en un contexto similar con el alcance y estilo del guionista de televisión, productor de comedias y activista político americano Norman Lear, puesto que el trabajo de Alberto González durante más de sesenta años en la radio, televisión, prensa y en el escenario, así como su activismo político es ciertamente análogo a la larga y exitosa carrera y activismo político del señor Lear, aunque, cabe mencionar, que sus ideologías políticas no lo eran.